# Euphorbia tenuirama
Euphorbia tenuirama är en törelväxtart som beskrevs av Georg August Schweinfurth och Alwin Berger. Euphorbia tenuirama ingår i släktet törlar, och familjen törelväxter.
Artens utbredningsområde är Etiopien. Inga underarter finns listade i Catalogue of Life.